# Munduruku

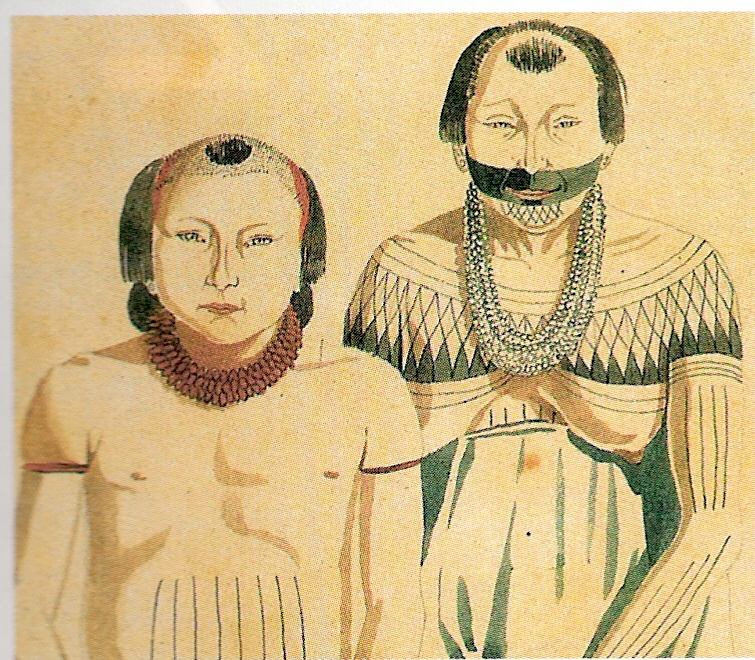
Mundurukus, akvarell 1828, av Hércules Florence

Munduruku eller Wuy jugu, även kallade Weidyenye, Paiquize, Pari, Maytapu och Caras Pretas, är ett urfolk i Brasilien, som bor i urfolksområdena Munduruku, Munduruku II, Praia do Índian, Praia do Mangue, Sai-Cinza, Kayabí och Sawré Muybu, i sydvästra delstaten Pará; Coatá-Laranjal och São José do Cipó, öster om delstaten Amazonas; och Apiaká-Kayabi i Mato Grosso. De talar Mundurukú-språket, som är ett av Tupi-språken. Befolkningen uppgår till cirka 12 000 personer.

## Etymologi
Wuy jugu är stammens egen benämning. Mundurukú är det namn de fått av sina rivaler, parintintín, och betyder "rödmyror", en hänvisning till de massattacker de utförde mot sina fiender.